# 巫师3：狂猎—血与酒
《巫师3：狂猎－血与酒》是2015年CD Projekt RED开发游戏《巫师3：狂猎》的第二个也是最后一个资料片。《血与酒》于2016年5月31日在Microsoft Windows、PlayStation 4和Xbox One平台发行，讲述了主角利维亚的杰洛特在不受战争影响的“童话”王国陶森特公國的故事。资料片获得了业界的普遍好评。

## 剧情
利维亚的杰洛特找到了一份针对他的狩魔请求，来自南方的陶森特公国女公爵。陶森特是尼弗迦德帝国的附庸，远离战争影响，凭借其火山灰土质和温暖的气候大行葡萄栽种业，出产世界上最好的葡萄酒。除了对美酒的喜爱，陶森特人民还热爱艺术与浪漫。一年一度的比武大赛更是吸引了许多流浪骑士来到此地，骑士们通过自己实力的展示来表达对爱人的追求。
然而这片富饶的童话国度却笼罩上了阴影。公爵身边的数名骑士遭遇暗杀，凶手手段残忍，不留痕迹。杰洛特通过抽丝剥茧的调查发现这都是一名高阶吸血鬼所为。在追捕吸血鬼时他又遇到了自己的好友、吸血鬼雷吉斯。然而之后的发展却出人意料，那名吸血鬼背后还有主使，杰洛特发现这次阴谋事关公国的一个尘封秘密。

## 发行
2015年4月7日，CD Projekt宣布《巫师3：狂猎》会发行两个资料片《石之心》和《血与酒》。《血与酒》于2016年5月31日发布。

## 评价
根据评论聚合网站Metacritic的统计，《血与酒》获得了“普遍好评”。许多评论员赞扬了CD Projekt RED结束利维亚的杰洛特冒险故事的方式，资料片的规模也受到好评，更有人表示这已经比得上一个新游戏了。